# Квернаула (Артані)
Квернаула (груз. კვერნაულა) — село в Грузії.
За даними перепису населення 2014 року в селі проживає 40 осіб.